# Chiloglanis trilobatus
Chiloglanis trilobatus е вид лъчеперка от семейство Mochokidae.

## Разпространение
Видът е разпространен в Танзания.